# Batoe Iliq
Batoe Iliq (Atjees: Batèë Iliëk) is een bestuurslaag in het regentschap Bireuen van de provincie Atjeh, Indonesië. Batoe Iliq (Atjees: Batèë Iliëk) telt 790 inwoners (volkstelling 2010). Het ligt aan de noordkust van Atjeh. Batoe Iliq was gedurende de Atjehoorlog een belangrijke bergvesting, die tot 3 februari 1901 voor de Nederlanders onneembaar was. Ook was het een belangrijk geestelijk centrum en werden er guerrillastrijders geworven.

## Eerste expeditie naar Samalangan, 8 augustus – 20 oktober 1877

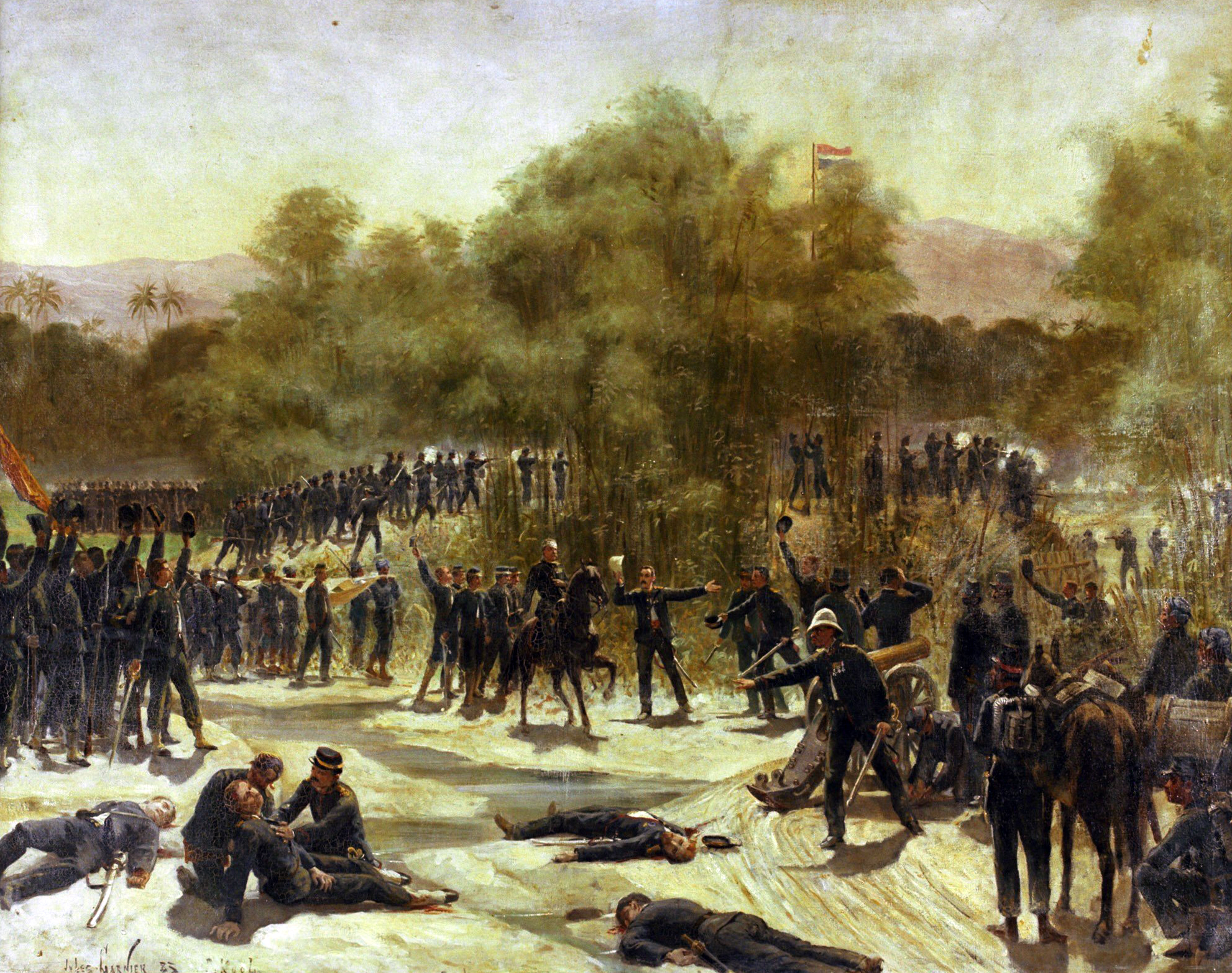
1e Slag bij Samalangan 26 aug 1877. Generaal-Majoor van der Heijden keert terug bij zijn troepen na te zijn behandeld voor een schot in zijn oog. Hij kreeg hierdoor de bijnaam Generaal een-oog. Geschilderd door Jules Garnier (Collectie Bronbeek).

Samalangan was een welvarende streek met 30.000 inwoners aan de noordoostkust, waarvan de Radja in 1876 en 1877 had verboden de sawahs te bewerken, opdat alle mannen steun konden geven aan de strijd in Groot-Atjeh. Tot grote ergernis van Van der Heijden steunden alle kleine kuststaten (onderhorigheden) de strijd in Groot-Atjeh door het sturen van duizenden guerrillastrijders. Van der Heijden voerde als straf een expeditie van 3.000 man en 10 oorlogs- en transportschepen aan tegen de kuststaat Samalangan. Op 8 augustus 1877 vertrok de expeditie per schip uit Oleh Leh. De landing van de omvangrijke expeditie kende weinig moeilijkheden. Op het strand werd een gefortificeerd bivak opgezet voor de troepenmacht. In de nacht van 10 op 11 augustus werd het bivak van het 8ste Bataljon Infanterie door 300 Atjehers overvallen. Na een korte en felle strijd tekende de Radja een verklaring waarin hij de Nederlandse soevereiniteit erkende. Later zou blijken dat dit voor hem geen enkele waarde had.
Op 11 augustus 1877 sneuvelden de kapiteins der infanterie H.J. Jonker en J. Lojenga. Jonker en Lojenga zouden te Peutjoet worden begraven. De daadwerkelijke opmars door de lagune begon hierdoor pas op 26 augustus 1877. Op die betreffende dag kwam de colonne van Van der Heijden onverwacht zwaar onder vuur vanuit de zwaar gefortificeerde kampong Kota Blang Temoelit. Ondanks een bestorming kon Van der Heijden deze vesting niet in handen krijgen. Gedurende de bestorming werd hij in zijn linkeroog getroffen en moest afgevoerd worden. Hierdoor zou hij later de bijnaam "Generaal Eenoog" krijgen. Aan het einde van de dag lukte het zijn plaatsvervanger om het verzet te breken en Temoelit in handen te krijgen. Na te zijn behandeld keerde Van der Heijden terug bij zijn troepen en werd met een luid hoera begroet (zie afbeelding). Bij de bestorming van de benteng Kota Blang Temoelit raakte op 26 augustus 1877 de majoor der infanterie P.E.J.H. van Dompseler gewond en sneuvelde de eerste luitenant der artillerie J.L. Granpré Molière. Op 30 april 1878 overleed Dompseler te Elburg aan de gevolgen hiervan. Beiden werden te Peutjoet begraven. Het Rijksmuseum te Amsterdam bezit een schilderij van het gevecht te kampong Kotta Blang Temoelit door W. de Famars Testas. Van der Heijden staat hierop te midden van de groep samen met zijn paard.
De troepenmacht kreeg echter de belangrijkste bergstelling van Batoe Iliq, een geestelijk centrum dat door fanatieke moslim studenten werd verdedigd, niet in handen. Van der Heijden moest zijn troepen terugtrekken naar Temoelit en zou enkele jaren later met een sterkere troepenmacht terugkeren. De soldatenpastoor Verbraak was ook aanwezig en bewees zijn diensten aan de vele stervende en gewonde soldaten in Kampong Temboea waar de ambulance was opgezet. Per Koninklijk Besluit van 15 oktober 1878 nummer 62 werd de gesp Samalangan 1877 ten behoeve van het Kruis voor Krijgsverrichtingen toegekend voor "Noord-Oostkust Atjeh, 8 augustus – 20 oktober 1877."

## Tweede expeditie naar Samalangan, 30 juni – 10 augustus 1880

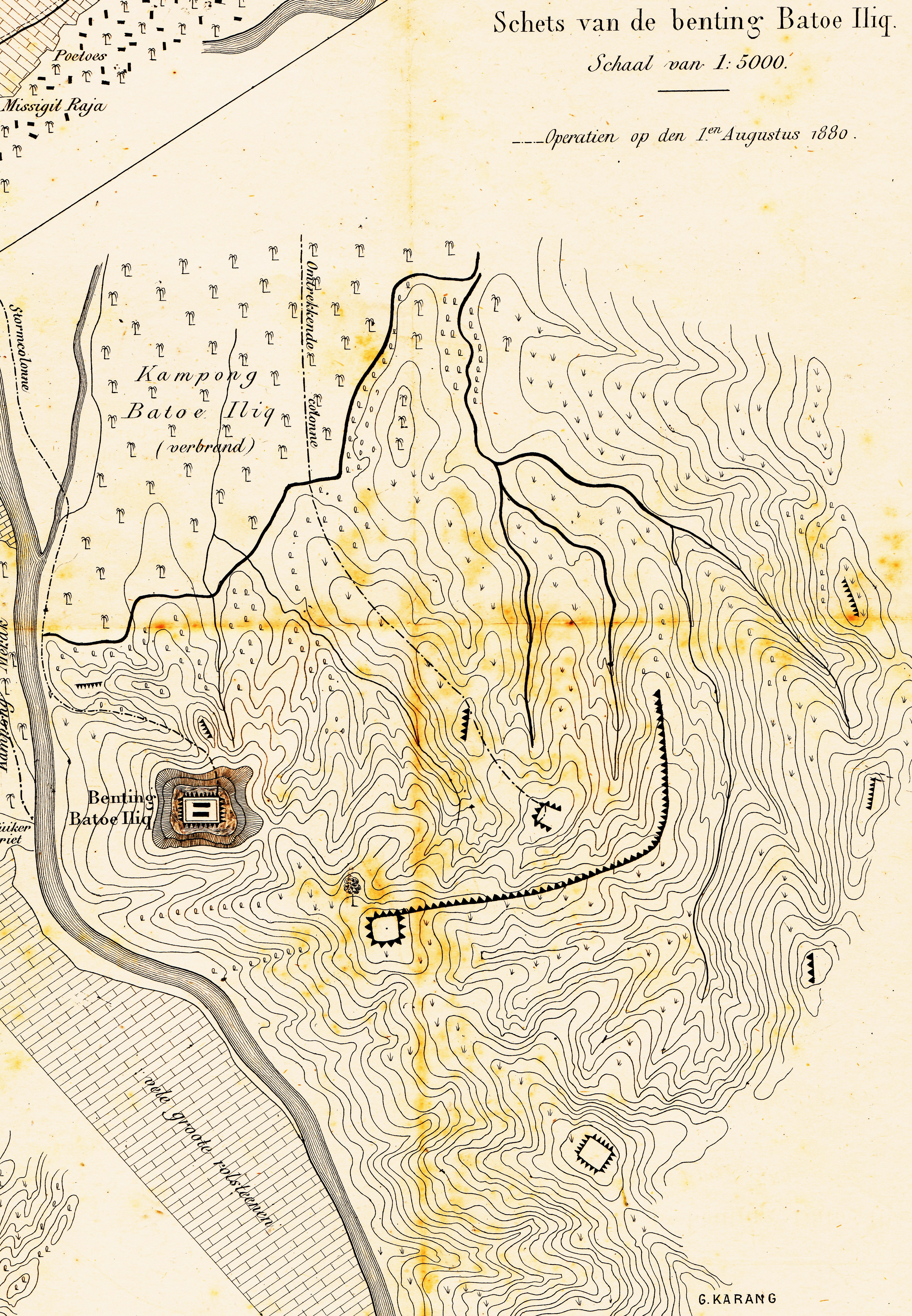
Kaart van Batoe Iliq uit Beschrijving van de Atjeh-oorlog van Egbert Broer Kielstra (1883).

In 1880 kwam Samalanga weer in verzet; op 30 juni 1880 werd een detachement onder tweede luitenant H.J. Berghuis van Woortman onverwachts overvallen; generaal van der Heijden zag zich nu gedwongen een expeditie daarheen te sturen onder bevel van majoor W.A. Schmilau, die de 14de juli ter rede van Samalanga aankwam; een aanval op de versterking Batoe Iliq, bij de kampong Aramameh, kostten de troepen 5 doden en 54 gewonden; Van der Heijden kwam te Samalanga aan en trachtte Pocut Meuligoe, de vijandelijke aanvoerder, tot opruiming van Batoe Iliq te bewegen; toen deze poging niet lukte werd opnieuw tot de aanval overgegaan – die weer werd afgeslagen en waarbij de troepen 19 doden en 56 gewonden kregen. Van der Heijden moest afzien van verdere pogingen om de geduchte vijandelijke sterkte te veroveren; het werd aan de artillerie overgelaten de sterkte zo veel mogelijk te vernielen. Door dit geschutvuur werd de vijand uit zijn stelling verdreven en in een vergadering van de hoofden van Samalanga en enige hoofden van het weerspannige Jangka Buya wist de generaal de zaak in zoverre in der minne te schikken, dat verder militair machtsvertoon achterwege kon blijven; op 10 augustus waren de troepen terug in Koeta Radja.

## Derde expeditie naar Samalangan, 29 januari 1901 – 15 februari 1901

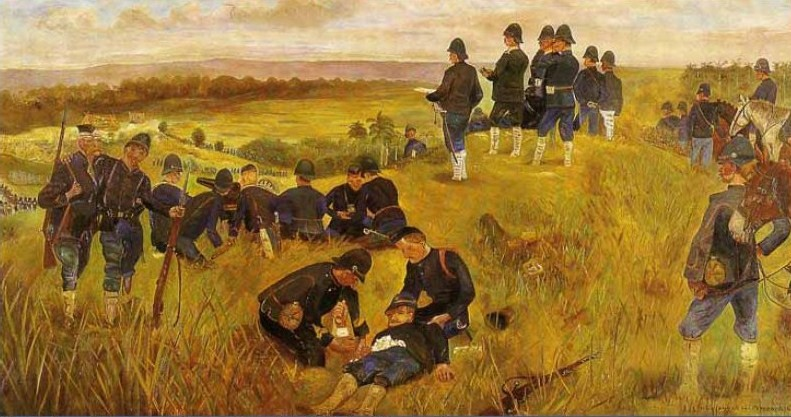
J.B. van Heutsz met zijn staf tijdens de aanval op Bateë-iliëk in 1901, door Jan Hoynck van Papendrecht

Tot 1901 bleef Batoe Iliq een van de felste verzetshaarden. De bevolking van Samalangan (of Samanlanga) en Peusangan, aangezet door de Pretendent Sultan, Panglima Polèm II en Teuku Bin Peukan, bleef doorgaan met zich voor te bereiden op een confrontatie. Om vooral Samalangan te dwingen zich te schikken naar het Nederlands-Indisch gezag en het landschap te straffen voor het herbergen van benden en het opstellen van versterkingen, besloot J.B. van Heutsz een strafexpeditie naar Samalangan te sturen. Nadat hij enkele leiders van het verzet verslagen had, richtte hij zich op Batoe Iliq. De 1ste en 2de februari werd de vijandelijke stelling op Batoe Iliq en Asan Koembang door de marine en het geschut van het Nederlandse bivak te Nangroë onder vuur genomen; nadat de aanval hierdoor was ingeleid, werden door de troepen vier versterkingen veroverd, waarna de verdere vijandelijke positie, die hardnekkig verdedigd werd, door de infanterie, het Korps Marechaussee te voet en een landingsdivisie van de Koninklijke Marine werd bestormd. Binnen de versterking ontstond een verwoed gevecht, man tegen man; de vijand liet een vat buskruit springen, waardoor luitenant Verschuir en negen minderen ernstige brandwonden verkregen. Met het stormenderhand genomen Batoe Iliq vielen enige vuurmonden de troepen in handen, die verder een verlies leden van 5 doden en 29 gewonden. Batoe Iliq was nu definitief in Nederlandse handen. Kort hierna kon de Atjeh Tram door het landschap Samalanga worden doorgetrokken.

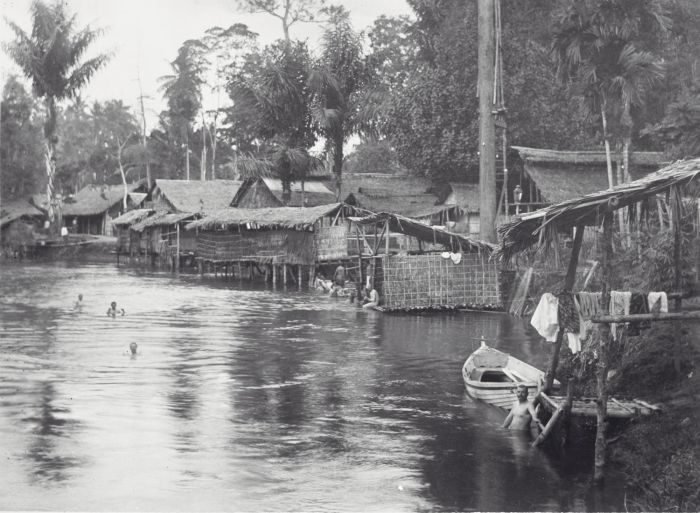
Het Nederlandse bivak te Nangroë
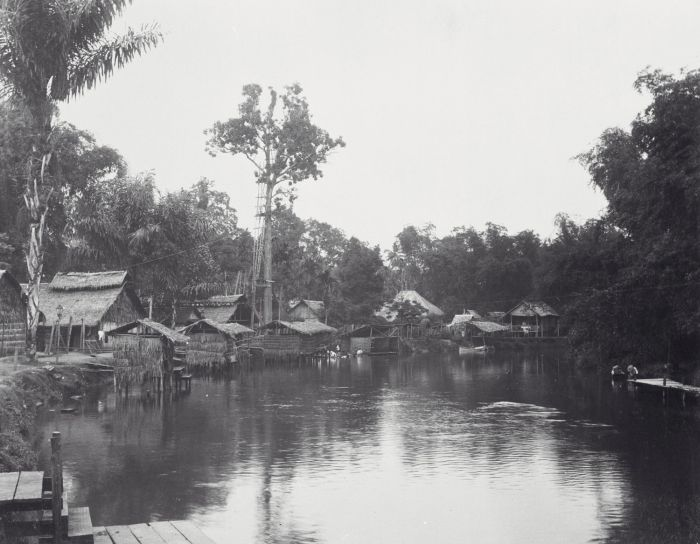
Het Nederlandse bivak te Nangroë
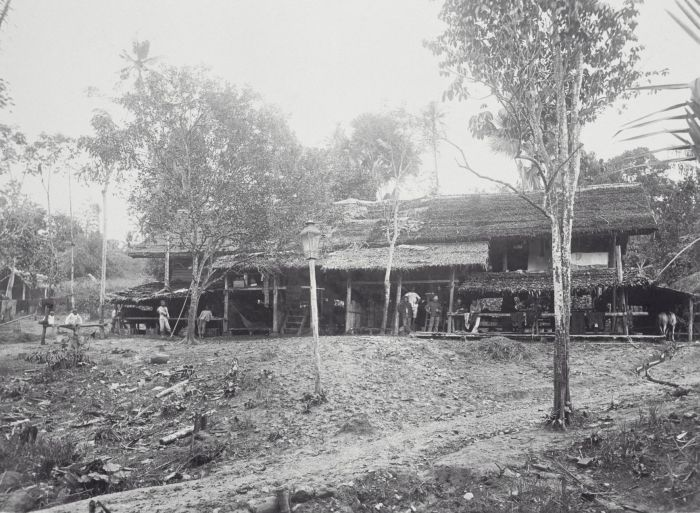
De stallen van de Cavalerie
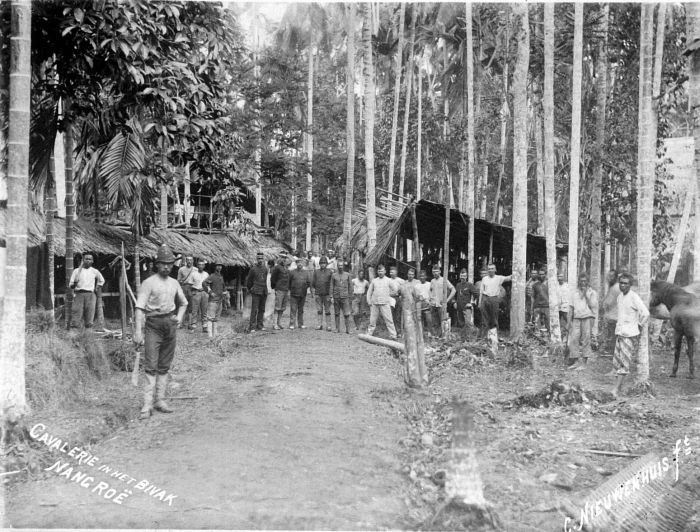
De cavalerie in het bivak Nangroë
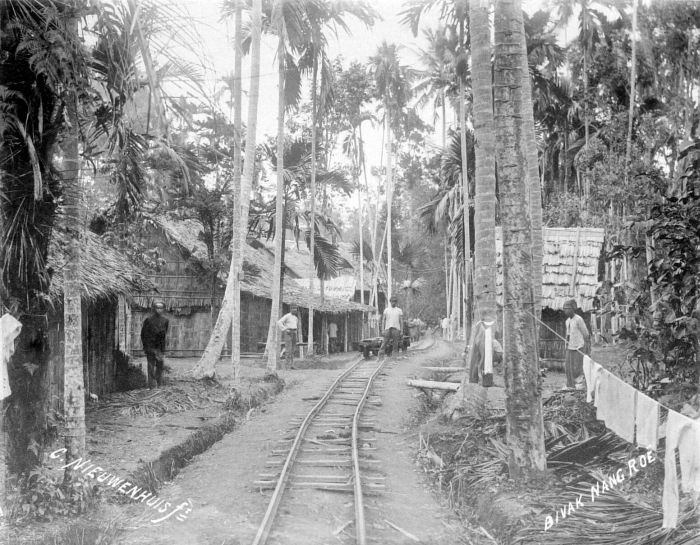
De kleine spoorlijn door bivak Nangroë
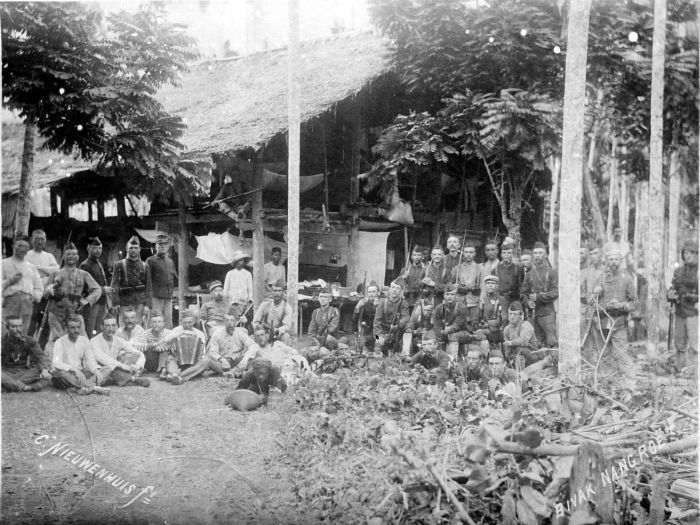
Militairen poseren in bivak Nangroë
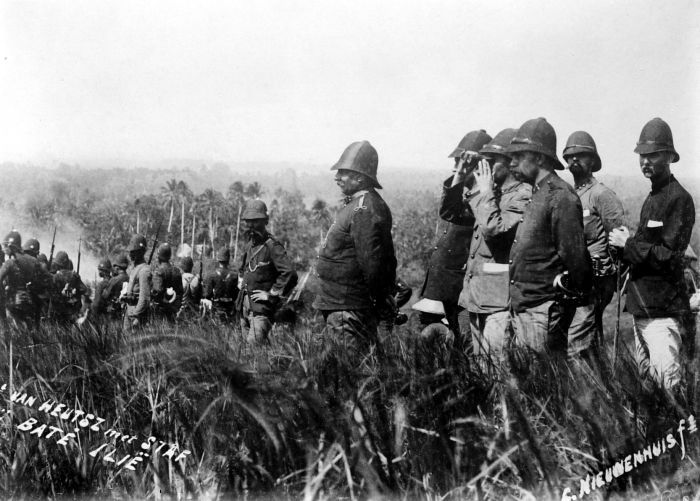
J.B. van Heutsz met zijn staf tijdens de aanval op Bateë-iliëk
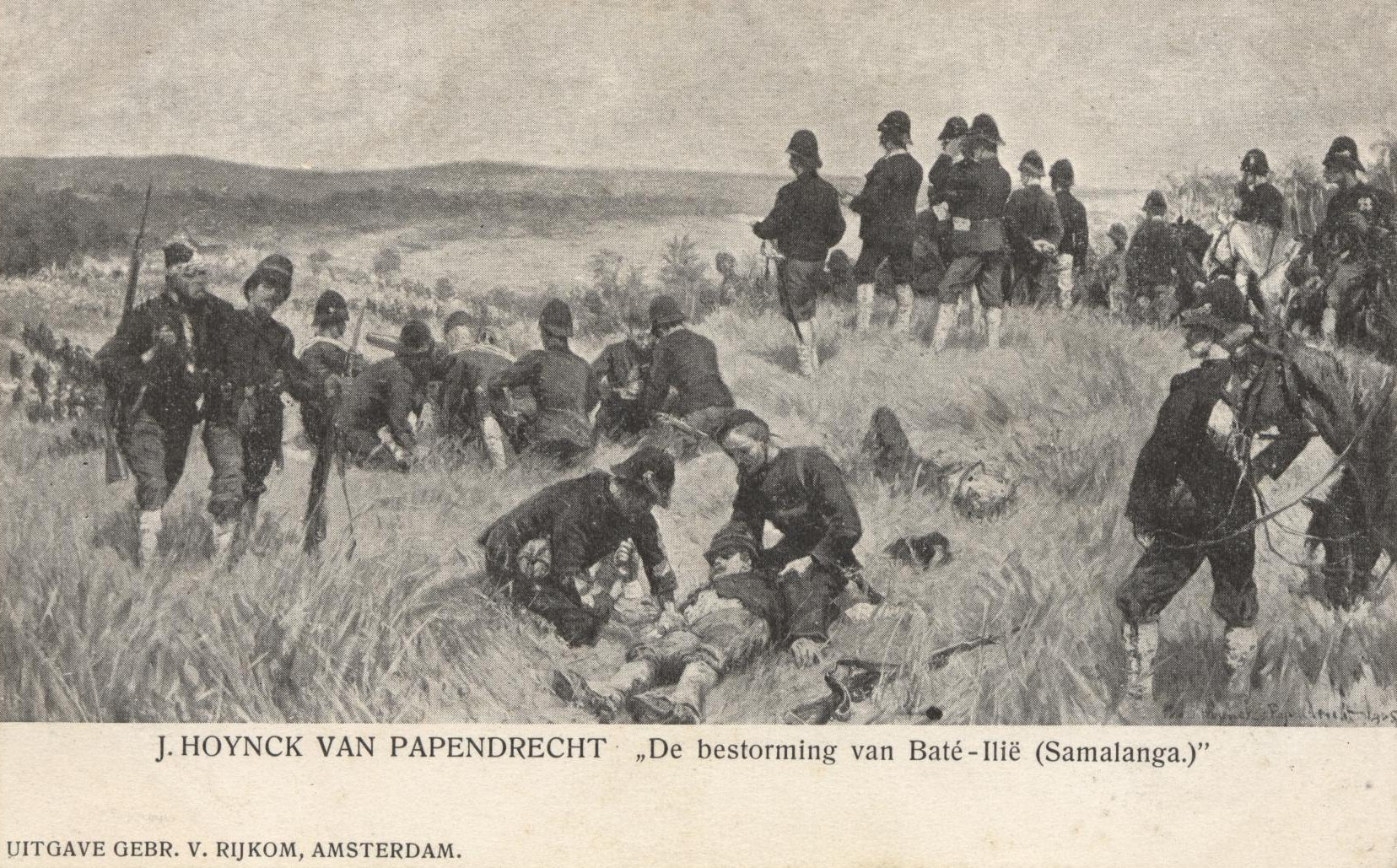
J.B. van Heutsz met zijn staf tijdens de aanval op Bateë-iliëk
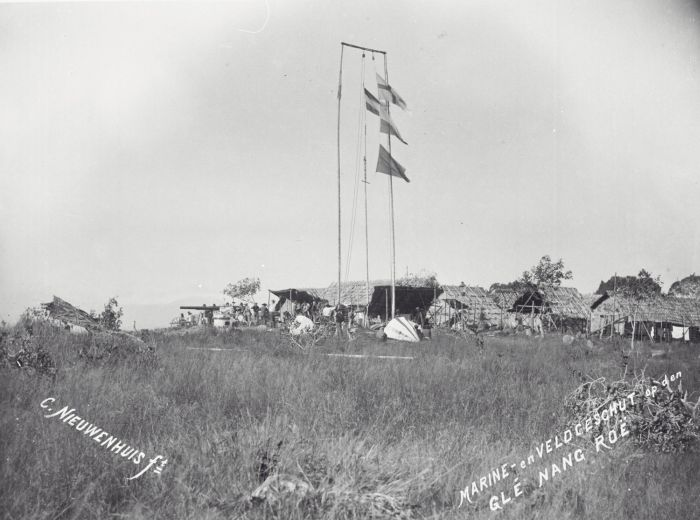
Kampement te Nangroë met marine- en veldgeschut in opstelling
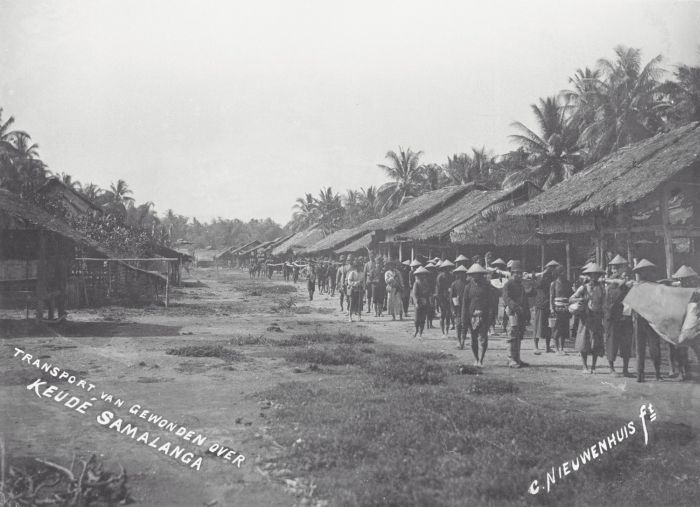
Transport van gewonden over Keudé Samalanga
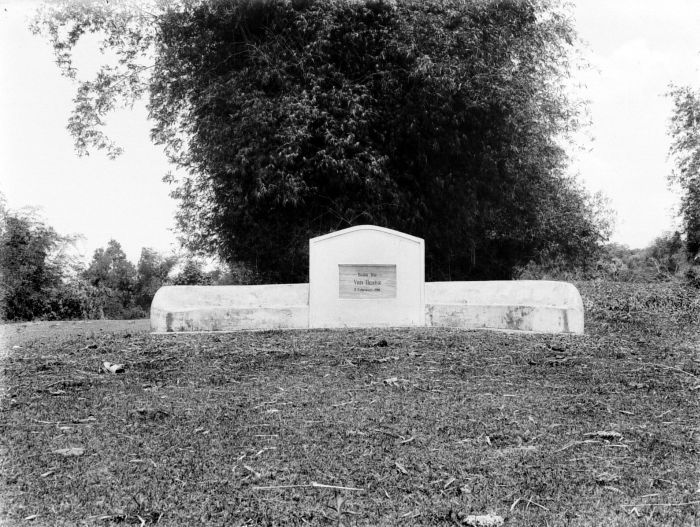
Bank die ter herinnering aan de slag om Batoe Iliq werd geplaatst in de directe omgeving van de berg